# 2010年亚洲残疾人运动会韩国代表团
2010年亚洲残疾人运动会韩国代表团共派出207名运动员参赛，其中男运动员155名，女运动员52名。
奖牌榜：
| 名次 | 代表团 | 金牌 | 银牌 | 铜牌 | 总数 |
| ---- | ------ | ---- | ---- | ---- | ---- |
| 3    | 韩国   | 27   | 43   | 33   | 103  |

## 奖牌获得者

### 金牌
1. 金政勋：保龄球 - 单人赛TPB1
2. 朴在哲：保龄球 - 单人赛TPB8
3. 宋基洙：保龄球 - 单人赛TPB10
4. 韩国：保龄球 - 双人赛TPB8+TPB10
5. 韩国：保龄球 - 双人赛TPB1+TPB3
6. 韩国：场地自行车 - 混合双人自行车4km追逐赛
7. 陈永植：公路自行车 - 混合（C1-3男子&C1-5女子）公路赛
8. 韩国：公路自行车 - 混合双人自行车公路赛
9. 赵恒德：公路自行车 - 混合H1-4公路赛
10. 韩国：乒乓球 - 男子团体TT4-5
11. 崔光根：柔道 - 男子100公斤级
12. 朴英俊：射击 - R7-SH1级50米男子自选步枪 3×40
13. 李砚莉：射击 -  R8-SH1级50米女子运动步枪 3×20
14. 李知锡：射击 - 4-SH2级10米混合组气步枪立射
15. 李知锡：射击 - R5-SH2级10米混合组气步枪卧射
16. 李柱熙：射击 - P4-SH1级50米混合组自选手枪
17. 李煜洙：射箭 - 男子个人复合弓公开级
18. 高希淑：射箭 - 女子个人反曲弓坐姿1级/2级
19. 韩国：射箭 - 女子团体反曲弓公开级
20. 朴世浩：田径 - 男子掷棒 - F31/32/51
21. 洪锡万：田径 - 男子800米 - T53
22. 金汉洙：硬地滚球 - 混合单打 - BC3
23. 金京贤：游泳 - 男子50米自由泳 - S4
24. 林宇根：游泳 - 男子100米蛙泳 - SB5
25. 韩国：游泳 - 男子4x50米自由泳接力 - 20分
26. 李三燮：羽毛球 - 男子单打轮椅二级
27. 沈在悦：羽毛球 - 男子单打轮椅三级

### 银牌
1. 金南勋：保龄球 - 单人赛TPB2
2. 金昌年：保龄球 - 单人赛TPB10
3. 韩国：保龄球 - 双人赛TPB2+TPB2
4. 韩国：保龄球 - 双人赛TPB9+TPB9
5. 韩国：场地自行车 - 混合双人自行车4km追逐赛
6. 韩国：场地自行车 - 混合双人自行车1km计时赛
7. 韩国：公路自行车 - 混合双人自行车个人计时赛
8. 赵恒德：公路自行车 - 混合H1-4个人计时赛
9. 金顺美：轮椅击剑 - 女子个人重剑A级
10. 韩国：轮椅网球 - 男子双打
11. 韩国：盲人门球 - 男子
12. 金荣建：乒乓球 - 男子单打TT1-3
13. 金晴吉：乒乓球 - 男子单打TT4
14. 文盛慧：乒乓球 - 女子单打TT4
15. 韩国：乒乓球 - 男子团体TT1-3
16. 韩国：乒乓球 - 女子团体TT1-3
17. 韩国：乒乓球 - 女子团体TT4-5
18. 韩国：乒乓球 - 男子团体TT6-8
19. 韩国：乒乓球 - 女子团体TT6-10
20. 朴正敏：柔道 - 男子100公斤以上级
21. 韩国：赛艇 - AS女子单人双桨-ASW1x
22. 朴镇浩：射击 - R1-SH1级10米男子气步枪立射
23. 沈在庸：射击 - R3-SH1级10米混合组气步枪卧射
24. 朴英俊：射击 - R6-SH1级50米混合组自选步枪卧射
25. 朴时钧：射击 -  P4-SH1级50米混合组自选手枪
26. 权贤柱：射箭 - 男子个人复合弓公开级
27. 柳顺德：射箭 - 女子个人复合弓公开级
28. 金兰淑：射箭 - 女子个人反曲弓站姿
29. 全民在：田径 - 女子100米 - T36
30. 全民在：田径 - 女子200米 - T36
31. 刘秉勋：田径 - 男子200米 - T53
32. 刘秉勋：田径 - 男子400米 - T53
33. 池光敏：硬地滚球 - 混合单打 - BC1
34. 郑昭英：硬地滚球 - 混合单打 - BC2
35. 郑豪源：硬地滚球 - 混合单打 - BC3
36. 金承奎：硬地滚球 - 混合单打 - BC4
37. 闵丙彦：游泳 -  男子50米自由泳 - S4
38. 金京贤：游泳 -  男子100米自由泳 - S4
39. 林宇根：游泳 -  男子100米自由泳 - S6
40. 李东久：游泳 -  男子400米自由泳 - S7
41. 闵丙彦：游泳 -   男子50米仰泳 - S5
42. 崔正万：羽毛球 - 男子单打轮椅二级
43. 李顺爱：羽毛球 - 女子单打轮椅三级

### 铜牌
1. 李锡在：保龄球 - 单人赛TPB9
2. 陈永植：场地自行车 - 混合C1-3M&C1-5W 3km个人追逐赛
3. 韩国：场地自行车 -  混合双人自行车1km计时赛
4. 韩国：公路自行车 - 混合双人自行车公路赛
5. 金永基：公路自行车 - 混合H1-4公路赛
6. 申贞姬：举重 - 女子48公斤级
7. 李贤贞：举重 - 女子82.5公斤以上级
8. 韩国：轮椅击剑 - 男子花剑团体
9. 韩国：轮椅篮球 - 男子
10. 吴尚浩：轮椅网球 - 男子单打
11. 郑相淑：乒乓球 - 女子单打TT1-3
12. 金秉永：乒乓球 - 男子单打TT5
13. 金君海：乒乓球 - 女子单打TT10
14. 李贤宇：柔道 - 男子60公斤级
15. 韩国：赛艇 - LTA混合四人单桨有舵手-LTAMix4+
16. 李承哲：射击 - R1-SH1级10米男子气步枪立射
17. 朴镇浩：射击 - R3-SH1级10米混合组气步枪卧射
18. 柳浩京：射击 -  R5-SH2级10米混合组气步枪卧射
19. 李柱熙：射击 - P1-SH1级10米男子气手枪
20. 李柱熙：射击 - P3-SH1级25米混合组运动手枪
21. 徐永均：射击 - P4-SH1级50米混合组自选手枪
22. 李鹤永：射箭 - 男子个人反曲弓站姿
23. 郑东和：田径 - 男子100米 - T53
24. 朴世浩：田径 - 男子铅球 - F32/33
25. 裴俞东：田径 - 男子铁饼 - F11
26. 韩国：田径 - 男子4x400米接力 - T53/54
27. 韩国：五人制足球 - 男子
28. 金明洙：硬地滚球 - 混合单打 - BC1
29. 孙正民：硬地滚球 - 混合单打 - BC2
30. 闵丙彦：游泳 - 男子100米自由泳 - S4
31. 金智恩：游泳 - 女子100米自由泳 - S8
32. 朴世美：游泳 - 女子100米自由泳 - S10
33. 权贤：游泳 - 男子400米自由泳 - S9